# Tournoi de clôture du championnat d'Argentine de football 2009
Navigation
Tournoi précédent Tournoi suivant
Le tournoi de clôture de la saison 2009 du Championnat d'Argentine de football est le second tournoi semestriel de la 79e édition du championnat de première division en Argentine. Les vingt équipes sont regroupées au sein d'une poule unique où elles affrontent une fois chacun de leurs adversaires. Un classement cumulé sur les trois dernières années permet de déterminer les deux équipes reléguées à l'issue du tournoi ainsi que les deux formations engagées en barrage de promotion-relégation, mis en place à partir de cette saison.
C'est le club de Vélez Sarsfield qui remporte le tournoi après avoir terminé en tête du classement final, avec deux points d'avance sur un duo composé du Huracán et du Lanús. C'est le septième titre de champion d'Argentine de l'histoire du club.

## Qualifications continentales
Le vainqueur du tournoi Clôture obtient son billet pour la Copa Libertadores 2010. En ce qui concerne la Copa Sudamericana 2009, la fédération argentine peut aligner 6 équipes qui sont les cinq premières du classement cumulé (Ouverture et Clôture) plus River Plate, club invité par la CONMEBOL.

## Les clubs participants
| \| Buenos Aires La Plata Rosario Jujuy Santa Fe Mendoza Tucumán \| Villes représentées lors de la saison 2008-2009 |
| Buenos Aires La Plata Rosario Jujuy Santa Fe Mendoza Tucumán                                                       |

- Arsenal
- Gimnasia y Esgrima (La Plata)
- Gimnasia y Esgrima (Jujuy)
- Rosario Central
- Huracán
- Boca Juniors
- Banfield
- Colón (Santa Fe)
- Independiente
- Lanús
- Newell's Old Boys (Rosario)
- Argentinos Juniors
- Racing Club
- San Lorenzo de Almagro
- Estudiantes (La Plata)
- Tigre
- River Plate
- Vélez Sársfield
- San Martin (Tucumán)
- Godoy Cruz (Mendoza)

## Compétition
Le barème utilisé pour établir le classement est le suivant :
- Victoire : 3 points
- Match nul : 1 point
- Défaite : 0 point

### Classement
| Rang | Équipe                        | Pts | J  | G  | N | P  | Bp | Bc | Diff |
| ---- | ----------------------------- | --- | -- | -- | - | -- | -- | -- | ---- |
| 1    | Vélez Sarsfield               | 40  | 19 | 11 | 7 | 1  | 29 | 13 | +16  |
| 2    | Huracán                       | 38  | 19 | 12 | 2 | 5  | 35 | 18 | +17  |
| 3    | Lanús                         | 38  | 19 | 12 | 2 | 5  | 32 | 26 | +6   |
| 4    | Colón (Santa Fe)              | 34  | 19 | 10 | 4 | 5  | 29 | 19 | +10  |
| 5    | Racing Club                   | 30  | 19 | 8  | 6 | 5  | 23 | 21 | +2   |
| 6    | Estudiantes (La Plata)        | 29  | 19 | 8  | 5 | 6  | 22 | 18 | +4   |
| 7    | Gimnasia y Esgrima (La Plata) | 28  | 19 | 7  | 7 | 5  | 23 | 21 | +2   |
| 8    | River Plate                   | 27  | 19 | 7  | 6 | 6  | 24 | 25 | -1   |
| 9    | Godoy Cruz (Mendoza)          | 26  | 19 | 7  | 5 | 7  | 23 | 26 | -3   |
| 10   | Rosario Central               | 25  | 19 | 7  | 4 | 8  | 23 | 21 | +2   |
| 11   | San Lorenzo de Almagro        | 24  | 19 | 7  | 3 | 9  | 27 | 26 | +1   |
| 12   | Banfield                      | 23  | 19 | 6  | 5 | 8  | 25 | 25 | 0    |
| 13   | Tigre                         | 23  | 19 | 6  | 5 | 8  | 24 | 25 | -1   |
| 14   | Boca JuniorsT                 | 22  | 19 | 6  | 4 | 9  | 22 | 25 | -3   |
| 15   | Newell's Old Boys (Rosario)   | 21  | 19 | 4  | 9 | 6  | 21 | 22 | -1   |
| 16   | Independiente                 | 21  | 19 | 6  | 3 | 10 | 22 | 36 | -14  |
| 17   | San Martín (Tucumán)          | 20  | 19 | 5  | 5 | 9  | 20 | 23 | -3   |
| 18   | Arsenal                       | 18  | 19 | 4  | 6 | 9  | 19 | 30 | -11  |
| 19   | Gimnasia y Esgrima (Jujuy)    | 17  | 19 | 4  | 5 | 10 | 15 | 24 | -9   |
| 20   | Argentinos Juniors            | 15  | 19 | 2  | 9 | 8  | 19 | 32 | -13  |

|  | Qualification directe pour la Copa Libertadores 2010 |
|  | T : Tenant du titre                                  |

### Classement cumulé
Un classement cumulé des tournois Ouverture et Clôture permet de déterminer les équipes qualifiées pour la Copa Sudamericana 2009.
| Rang | Équipe                        | Pts | J  | G  | N  | P  | Bp | Bc | Diff |
| ---- | ----------------------------- | --- | -- | -- | -- | -- | -- | -- | ---- |
| 1    | Lanús                         | 75  | 38 | 23 | 6  | 9  | 66 | 49 | +17  |
| 2    | Vélez SarsfieldClo            | 66  | 38 | 18 | 12 | 8  | 51 | 40 | +11  |
| 3    | San Lorenzo de Almagro        | 63  | 38 | 19 | 6  | 13 | 61 | 43 | +18  |
| 4    | Tigre                         | 62  | 38 | 18 | 8  | 12 | 55 | 44 | +11  |
| 5    | Boca JuniorsOuv               | 61  | 38 | 18 | 7  | 13 | 55 | 46 | +9   |
| 6    | Huracán                       | 58  | 38 | 17 | 7  | 14 | 53 | 48 | +5   |
| 7    | Colón (Santa Fe)              | 57  | 38 | 15 | 12 | 11 | 58 | 44 | +14  |
| 8    | Estudiantes (La Plata)        | 57  | 38 | 16 | 9  | 13 | 46 | 43 | +3   |
| 9    | Gimnasia y Esgrima (La Plata) | 55  | 38 | 13 | 16 | 9  | 40 | 36 | +4   |
| 10   | Newell's Old Boys (Rosario)   | 52  | 38 | 12 | 16 | 10 | 47 | 40 | +7   |
| 11   | Racing Club                   | 52  | 38 | 13 | 13 | 12 | 42 | 43 | -1   |
| 12   | Godoy Cruz (Mendoza)          | 49  | 38 | 13 | 10 | 15 | 48 | 54 | -6   |
| 13   | Banfield                      | 46  | 38 | 11 | 13 | 14 | 43 | 46 | -3   |
| 14   | Arsenal                       | 46  | 38 | 12 | 10 | 16 | 45 | 57 | -12  |
| 15   | River Plate                   | 41  | 38 | 9  | 14 | 15 | 44 | 54 | -10  |
| 16   | Rosario Central               | 40  | 38 | 11 | 7  | 20 | 43 | 47 | -4   |
| 17   | San Martín (Tucumán)          | 40  | 38 | 10 | 10 | 18 | 35 | 41 | -6   |
| 18   | Independiente                 | 39  | 38 | 10 | 9  | 19 | 37 | 59 | -22  |
| 19   | Argentinos Juniors            | 38  | 38 | 7  | 17 | 14 | 44 | 58 | -14  |
| 20   | Gimnasia y Esgrima (Jujuy)    | 38  | 38 | 10 | 8  | 20 | 34 | 55 | -21  |

|  | Qualification directe pour la Copa Sudamericana 2009                                   |
|  | Ouv : Vainqueur du tournoi d'Ouverture 2008 Clo : Vainqueur du tournoi de Clôture 2009 |

### Table de relégation
Un classement cumulé des trois dernières saisons du championnat permet de déterminer les deux équipes reléguées en Primera B et les deux qui doivent disputer un barrage de promotion-relégation. 
| Rang | Équipe                        | Pts   | J   | G | N | P | Bp | Bc | Diff |
| ---- | ----------------------------- | ----- | --- | - | - | - | -- | -- | ---- |
| 1    | Boca JuniorsOuv               | 1,877 | 114 |   |   |   |    |    |      |
| 2    | Estudiantes (La Plata)        | 1,815 | 114 |   |   |   |    |    |      |
| 3    | San Lorenzo de Almagro        | 1,754 | 114 |   |   |   |    |    |      |
| 4    | Lanús                         | 1,666 | 114 |   |   |   |    |    |      |
| 5    | Vélez SarsfieldClo            | 1,587 | 114 |   |   |   |    |    |      |
| 6    | River Plate                   | 1,561 | 114 |   |   |   |    |    |      |
| 7    | Tigre                         | 1,552 | 76  |   |   |   |    |    |      |
| 8    | Huracán                       | 1,447 | 76  |   |   |   |    |    |      |
| 9    | Arsenal                       | 1,394 | 114 |   |   |   |    |    |      |
| 10   | Independiente                 | 1,359 | 114 |   |   |   |    |    |      |
| 11   | Colón (Santa Fe)              | 1,298 | 114 |   |   |   |    |    |      |
| 12   | Godoy Cruz (Mendoza)          | 1,289 | 38  |   |   |   |    |    |      |
| 13   | Argentinos Juniors            | 1,271 | 114 |   |   |   |    |    |      |
| 14   | Newell's Old Boys (Rosario)   | 1,254 | 114 |   |   |   |    |    |      |
| 15   | Racing Club                   | 1,236 | 114 |   |   |   |    |    |      |
| 16   | Banfield                      | 1,219 | 114 |   |   |   |    |    |      |
| 17   | Rosario Central               | 1,166 | 114 |   |   |   |    |    |      |
| 18   | Gimnasia y Esgrima (La Plata) | 1,149 | 114 |   |   |   |    |    |      |
| 19   | San Martín (Tucumán)          | 1,052 | 38  |   |   |   |    |    |      |
| 20   | Gimnasia y Esgrima (Jujuy)    | 1,017 | 114 |   |   |   |    |    |      |

|  | Participation au barrage de promotion-relégation                                       |
|  | Relégation directe en Primera B                                                        |
|  | Ouv : Vainqueur du tournoi d'Ouverture 2008 Clo : Vainqueur du tournoi de Clôture 2009 |

### Barrage de promotion-relégation
| Équipe 1                 | Résultat | Équipe 2                           | Aller | Retour |
| ------------------------ | -------- | ---------------------------------- | ----- | ------ |
| Belgrano (Córdoba) (D2)  | 1 - 2    | Rosario Central (D1)               | 0 - 1 | 1 - 1  |
| Atlético de Rafaela (D2) | 3 - 3    | Gimnasia y Esgrima (La Plata) (D1) | 3 - 0 | 0 - 3  |

- En cas d'égalité, le club de première division est déclaré vainqueur du barrage et se maintient parmi l'élite.

## Bilan de la saison
| Championnat d'Argentine de football 2009 |                                                                                      |
| Champion                                 | Vélez Sarsfield (7e titre)                                                           |
| Coupes et trophées                       |                                                                                      |
| Vainqueur de la Coupe d'Argentine 2009   | Non disputée                                                                         |
| Qualifications continentales             |                                                                                      |
| Copa Libertadores 2010                   | Vélez Sarsfield                                                                      |
| Copa Sudamericana 2009                   | Lanús Vélez Sarsfield San Lorenzo de Almagro Tigre Boca Juniors River Plate (invité) |
| Promotions et relégations                |                                                                                      |
| Promus en Primera Division               | Chacarita Juniors Atlético Tucumán                                                   |
| Relégués en Primera B Nacional           | San Martín (Tucumán) Gimnasia y Esgrima (Jujuy)                                      |